# Wapen van Andel (Nederland)

Wapen van Andel

Het wapen van Andel werd op 15 april 1818 door de Hoge Raad van Adel aan de Noord-Brabantse gemeente Andel toegekend. Het wapen is gebaseerd op het heerlijkheidswapen van het Land van Heusden en Altena. Het werd gebruikt tot de gemeente in 1973 opgeheven werd en opging in de gemeenten Woudrichem en Aalburg. 

## Blazoenering
Het wapen werd op 15 april 1818 aan de gemeente Andel toegekend. De blazoenering bij het wapen luidde als volgt:
In groen 2 rechtop geplaatste van elkaar afgewende zilveren zalmen.
Dit betekent dat het wapen groen van kleur was met daarop twee zilveren zalmen. Afgewend houdt in dat de zalmen met de ruggen naar elkaar toe zijn gedraaid. De zalmen staan rechtop, met de staarten naar de schildvoet gekeerd.

## Vergelijkbare wapens
De volgende wapens zijn op historische gronden vergelijkbaar met het wapen van Andel:

Wapen van Almkerk
Het wapen van Brasschaat
Wapen van Emmikhoven  en Waardhuizen
Wapen van Giessen
Wapen van Rijswijk
Wapen van Werkendam
Voormalig wapen van Woudrichem
Huidig wapen van Woudrichem

Behalve Brasschaat lagen deze plaatsen bij elkaar in het stroomgebied van de Merwede, waar de nu Afgedamde Maas op uitkwam. De grootste afstand is twaalf kilometer, tussen Andel (oostelijk, stroomopwaarts) en Werkendam. Ze liggen in het Land van Altena en in de huidige gemeente Altena, die eveneens zalmen in het wapen hebben.